# Химериони
«Химериони» — артистическое кафе, действовавшее в Тифлисе в 1919—1922 годах.
Было открыто весной 1919 года, сменив ресторан «Анона», в подвале Театра И. Е. Питоева на Проспекте Руставели. Инициаторами открытия были поэты и писатели группы «Голубые роги». Именем кафе стало название стихотворения В. И. Гаприндашвили. Стены кафе расписали С. Ю. Судейкин, Л. Д. Гудиашвили, Д. Н. Какабадзе и З. Валишевский, эти росписи считаются значительным этапом в развитии грузинской монументальной живописи.
Кафе было открыто с двух до пяти часов дня и с семи вечера до часу ночи и было популярным местом встреч тифлисской богемы. Там проводились литературные и музыкальные вечера, ставились спектакли, отмечались праздники (например, свадьба поэта Г. Н. Леонидзе) и собирались на традиционные застолья. Искусствовед Т. Табатадзе отмечает, что «Химериони» было гибридом европейского литературного кафе и традиционного грузинского питейного заведения.
Для грузинских писателей и художников кафе имело огромное значение, в частности, Д. Какабадзе в 1920 году оценил его как «один из самых великолепных художественных памятников нашей эпохи».
В 1922 году кафе было закрыто. В 1981 году при ремонте была раскрыта уцелевшая настенная живопись кафе. В XXI веке на этом месте расположен гардероб Грузинского театра имени Шота Руставели.